# موتور نظر ریگی
موتور نظر ریگی یک منطقهٔ مسکونی در ایران است که در دهستان بزمان واقع شده‌است.